# نرتروف
شهر نرتروف (به آلمانی: Nortorf) در ایالت اشلسویگ-هل‌اشتاین در کشور آلمان واقع شده‌است.